# Lídia Mattos
Lydia da Silva Mattos (Rio de Janeiro, 10 de outubro de 1924 — Rio de Janeiro, 22 de janeiro de 2013), conhecida como Lídia Mattos, foi uma atriz, radioatriz, apresentadora, entrevistadora,  locutora, compositora e letrista brasileira.

## Vida
No cinema participou de filmes como Dedé Mamata e A Menina do Lado. Já na TV esteve no elenco de novelas importantes como Selva de Pedra, O Bem-Amado, Plumas e Paetês, Brilhante e A Próxima Vítima, e na minissérie O Primo Basílio.
Lydia da Silva Mattos era mãe de Dilma Lóes (de seu casamento com Urbano Lóes) e avó de Vanessa Lóes.
Morreu na madrugada de 22 de janeiro de 2013 no Hospital Espanhol, no Centro do Rio de Janeiro, onde se tratava de pneumonia.

## Prêmios e indicações
Festival de Gramado - 2000
- Vencedora: melhor atriz coadjuvante por Eu Não Conhecia Tururú.

## Carreira

### Na televisão
| Ano       | Título                     | Personagem            | Notas                                     |
| --------- | -------------------------- | --------------------- | ----------------------------------------- |
| 1954      | Teletestes Lutz Ferrando   | Apresentadora         |                                           |
| 1956      | Boliche Royal              | Apresentadora         |                                           |
| 1956      | Eles Estão em Casa         | Apresentadora         |                                           |
| 1960-1962 | Rio, Cinco Para as Cinco   | Apresentadora         |                                           |
| 1971      | Assim na Terra Como no Céu | July                  |                                           |
| 1971      | O Homem Que Deve Morrer    | Catarina              |                                           |
| 1972      | A Patota                   | Laura                 |                                           |
| 1972      | Selva de Pedra             | Vivi                  |                                           |
| 1972      | Caso Especial              | —                     | Episódio: "O Inimigo do Povo"             |
| 1973      | João da Silva              | Tâmara                |                                           |
| 1973      | O Bem-Amado                | Dona Virgínia         |                                           |
| 1976      | Planeta dos Homens         | Vários Personagens    |                                           |
| 1980      | Plumas e Paetês            | Zenaide               |                                           |
| 1981      | Brilhante                  | Nilza                 |                                           |
| 1981      | Amizade Colorida           | Manhusca              |                                           |
| 1982      | Caso Verdade               | Mãe de Sônia          | Episódio: "Amor em Preto e Branco"        |
| 1983      | Champagne                  | Carlota               |                                           |
| 1983      | Louco Amor                 | Dirce                 |                                           |
| 1983      | Caso Verdade               | Dona Zélia            | Episódio: "Adílio, o Craque da Esperança" |
| 1984      | Caso Verdade               | Ginha                 | Episódio: "O Sol para Leonardo"           |
| 1984      | Caso Verdade               | Darlene               | Episódio: "Esperança Perdida"             |
| 1984      | Partido Alto               | Juíza                 | Participação Especial                     |
| 1985      | Caso Verdade               | Tia Adiles            | Episódio: "Determinação"                  |
| 1985      | Antônio Maria              | Berenice              |                                           |
| 1987      | Direito de Amar            | Irmã Superiora        |                                           |
| 1988      | O Primo Basílio            | Senhoria              |                                           |
| 1990      | Delegacia de Mulheres      | Dulce                 | Episódio: "Artigo 124: Aborto"            |
| 1990      | Tele Tema                  | Dona Valéria          | Episódio: "Iaiá Garcia"                   |
| 1995      | A Próxima Vítima           | Diva                  |                                           |
| 1996      | Quem É Você?               | Dona Ernestina "Mimi" |                                           |
| 1998      | Você Decide                | —                     | Episódio: "Ato Covarde"                   |
| 2000      | Você Decide                | —                     | Episódio: "Miami ou Me Deixe"             |
| 2001      | Os Normais                 | Neuza                 | Episódio: "Todos São Normais"             |

### No cinema
| Ano  | Título                                                | Personagem              |
| ---- | ----------------------------------------------------- | ----------------------- |
| 1939 | Aves Sem Ninho                                        | Lídia                   |
| 1940 | Argila                                                | Marina                  |
| 1940 | Pega Ladrão                                           | Filha do Velho Detetive |
| 1942 | O Despertar da Redentora                              | Princesa Isabel         |
| 1944 | Gente Honesta                                         | Zuleika Santos          |
| 1944 | O Segredo das Asas                                    | Maria                   |
| 1955 | Mãos Sangrentas                                       | Professora              |
| 1955 | O Diamante                                            | —                       |
| 1971 | Quando as Mulheres Paqueram                           | Solange                 |
| 1973 | Como É Boa Nossa Empregada                            | Alice                   |
| 1974 | Essa Gostosa Brincadeira a Dois                       | Mãe de Beth             |
| 1976 | Tangarela, a Tanga de Cristal                         | Luísa Maria             |
| 1976 | O Pai do Povo                                         | Mãe de Silvestrina      |
| 1977 | O Seminarista                                         | Hermínia Antunes        |
| 1978 | Os Sensuais - Crônica de Uma Família Pequeno-Burguesa | Edith                   |
| 1979 | O Coronel e o Lobisomem                               | Dona Antônia de Mello   |
| 1988 | A Menina do Lado                                      | Senhora                 |
| 1988 | Dedé Mamata                                           | Violeta                 |
| 2000 | Eu Não Conhecia Tururú                                | Letícia                 |

## No Teatro[14]
- César e Cleópatra (1944)
- Casa em Ordem (1945)
- Família Barrett (1945)
- Luz de Gás (1945)
- Recomeçar (1945)
- Uma Mulher Sem Importância (1945)
- Divórcio, Cupim da Sociedade (1976)
- No Sex... Please! (1978)
- Vidigal: Memórias de Um Sargento de Milícias (1982)
- Se a Banana Prender, o Mamão Solta (1985)
- Os Filhos do Silêncio (1987)
- Superpappy (1991)